# Балрог
Балрог (мн. ч. балрози) е могъщо демонично същество в легендариума на Дж. Р. Р. Толкин. Балрог се появява за първи път в във “Властелинът на пръстените“, където Задругата на  пръстена се натъква на балрог в Мория, известен като Злото на Дурин. Балрози се появяват и в Силмарилион, както и в други книги, публикувани след смъртта на Толкин. Балрозите са описвани като много високи, ужасяващи същества, които могат да се обвиват в огън, тъмнина и сянка. Най-често са въоръжени с дълги огнени камшици, а понякога и с дълги извити мечове.

Макар изначално да били представяни като непобедими, в по-късните текстове на Толкин те  могат да бъдат победени при условие, че техния опонент притежава необходимите сили и умения, обикновено далеч над тези на обикновените раси в Средната земя. В творчеството на Толкин само драконите съперничат на балрозите по свирепост и способности за унищожение и през Първата епоха на Средната земя те били сред най-страховитите слуги на Мелкор. Тяхната огромна сила е свързана с техния произход. Балрозите са маяри по произход и като такива те са безсмъртни духове, които могат да избират физическата си форма.

## Концепция
Генералната концепция на Толкин е, че “злото не може да създава (живи същества), то може само да покварява“ (evil cannot create, it can only corrupt). Всичкото зло в образа на герои (Саурон, Саруман и т. н.) или раси (окри, гоблини и т. н), появили се в Средната земя е резултат от покваряването им. Както е описано в Силмарилион, още преди създаването на Арда, мрачният владетел Мелкор (Моргот) успял да привлече на своя страна и поквари някои от по-нисшите Маяри, за да му служат. Така те се преобразили в това, което отпосле става известно като Балрог, с помощта на които Мелкор извършил множество злини и разрушения, След пробуждането от елфите, Валарите надвили Мелкор и разрушили крепостите му Утумно и Ангбанд. Крепостите на мрачния владетел обаче криели дълбоки и много заплетени тунели, където, заедно с много други слуги на Мелкор, балрозите успели да се укрият за хилядолетия. Когато Мелкор отново се върнал в Средната земя от Валинор (вече носещ прозвището Моргот) той влязъл в схватка с Унголиант и неговият вик бил толкова силен, че балрозите се сепнали от дълбоките си скривалища и хукнали на помощ.

## Описание
Концепцията на Толкин за балрог се променя до известна степен с времето. В ранното му творчество те са многобройни – в Куента Силмаилион се споменава армия от хиляда, докато при падането на Гондолин броят им намалява до “стотици балрози яхнали дракони“. По късно за тях се пише, като за единици, наблягайки върху същността и уменията им. Височината им варира, но като цяло са поне два пъти по високи от първородните елфи, като се вземе предвид, че средната височина на елфите е около и, много често, повече от два метра. Приличали на човешки фигури, но демонични, с крила и способности да се обгръщат в огън или да потъват в мрак. Техни оръжия (най-често) били дълги огнени камшици с много езици, нокти от стомана и дълги извити мечове. 
Във Властелинът на пръстените балрозите вече са далеч по-зловещи и по-могъщи, като Кристофър Толкин отбелязва разликата, посочвайки, че в по-ранните си версии те са били "по-малко ужасяващи, но със сигурност по-разрушителни". Той дава за пример съвсем кратка бележка, която не е включена в оригиналния текст и в която се казва, че "най-много седем" някога са съществували, въпреки че в историята на Аман, написана чак през 1958 г., Мелкор все още командвал “армия от балрози“. В по-късните текстове те престават да бъдат същества и вместо това се посочват като маяри (като Гандалф или Саурон), духове на огъня, които Мелкор е покварил преди създаването на света. Като маяри, балрозите са безсмъртни и могат да загубят само физическата си форма, например ако бъдат убити в битка. Толкин уточнява, че валарите (включително и маярите) могат да приемат и избират физическата си форма с която да се появят в света, но при желание можели да обикалят и без форма, тоест невидими. Изглежда, че Моргот, Саурон и свързаните с тях покварени маяри изгубили тази способност и нанесените рани върху физическата им форма оставят белези. Моргот, например, така и не успял да се излекува от изгарянията, причинени от взетият в ръка Силмарил или раните, нанесени му от Финголфин и орела Торондор. Саурон пък губи способността си да приема красива форма, след като физическото му тяло е унищожено при падането на Нуменор.
Толкин не разглежда в детайли тези способности и дали балрозите все още притежават някоя от тях. Във Властелинът на пръстените, на моста на Хазад-дум, балрогът изглежда “като голяма сянка, в средата на която имаше тъмна форма, може би с формата на човек, но все пак по-голяма и могъща". Изглежда, че балрогът (злото на Дурин) е бил достатъчно малък, за да влезе в стаята на Мазарбул където се съхраняват летописите на джуджетата от Мория, а по късно, при моста на Хазад-дум който е разположен в много широка и висока зала, той, “се издига на голяма височина и крилата му се разперват от стена до стена“. Така или иначе, не става ясно дори и приблизително какъв е размерът и формата на Балрога, но изглежда, че тя може да се променя до известна степен. Сред като Гандалф успява да го надвие и низвергне на върха на Зиракзигил, балрогът разрушава планината с рухващото си тяло. Не може да се каже категорично дали балрозите са имали крила (и ако е така, дали могат да летят), макар да има достатъчно примери в подкрепа на тази теза. Това се дължи от една страна на  променящата се концепция на Толкин за балрозите, така и на неясното, но много внушително и вероятно фигуративно описание на балрога, който се изправя срещу Гандалф. Балрогът от Мория използвал пламтящ меч и камшик с много ремъци в битката си с Гандалф.

## Балрози

#### Готмог
Готмог е развит в няколко последователни версии на материалите за Силмарилион. Той е физически много едър и силен, а в една от версиите му е дадена височина от около 3,5 метра. Оръжия са му черна брадва и огнен камшик. Титулуван е Властелин на балрозите, Върховен капитан на Ангбанд и Генерал на армиите. Във Втората битка, Дагор-нуин-Гилиат, той предвожда малка армия, която обсажда Феанор и го ранява смъртоносно. Готмог предвожда като главен командир всички армиите на балрози, орки и дракони в полето в Петата битка –  Нирнает Арноедиад, където убива Фингон, върховен крал на нолдорите. В тази битка той пленява Хурин от Дор-ломин, който междувременно е успял са надвие и убие личната му гвардия от тролове, и го отвежда в Ангбанд. Готмог води армиите на Моргот в нападението над Гондолин, където бива победен и убит от Ектелион, нолдорски принц, който загива заедно с балрога.
В Недовършени предания, Толкин описва оригиналната (първоначална) версия на Готмог – Косомот – който е син на Моргот и женско чудовище Флуитуин или Улбанди.  
В ранна версия на Децата на Хурин, се споменава “Лунгортин, владетелят на балрозите“, но това може да е друго име за Готмог, въпреки че Кристофър Толкин смятал, че е по-вероятно Лунгортин да е просто “предводител на балрозите“. 

#### Злото на Дурин
Балрог (прозвището му е дадено по-късно) се появява във Властелинът на пръстените, на който се натъква Задругата на пръстена в мините на Мория. Той явно е оцелял след поражението на Моргот във Войната на гнева, за да се укрие дълбоко под Мъгливите планини и повече от пет хилядолетия остава в скривалището си в основите на Карадрас. През Третата епоха, джуджетата издълбават и изграждат Хазад-дум (Джуджетвор) под планината, където откриват митрил. Жаждата им да добият повече митрил ги кара да копаят все по-дълбоко, докато в даден момент достигат до скривалището на балрога и да го събудят. 
Опитите на джуджетата да надвият балрога се оказали напразни, защото произхода, силата и уменията му били далеч отвъд техните. Много джуджета загинали в усилията да удържат Хазад-дум и наследникът на Дурин IV – Наин управлява само една година. Оцелелите били принудени да бягат, а ужасът достигнал чак до елфите от Лотлориен, много от които избягали от “Безименния ужас“. От този момент Хазад-дум е наречен Мория, от синдарински – “Черна яма“ или “Черна бездна“. 
500 години Мория била изоставена, макар че според Недовършени предания орките малко по малко се промъквали и настанявали, скоро след като джуджетата били прогонени. Хазад-дум осигурявал проход под Мъгливите планини и след въздигането си Саурон изпратил орки и тролове в този регион, за да попречат на преминаването на враговете му.
По време на управлението на Траин II, джуджетата се опитали да си върнат Мория във Войната на джуджетата и орките, чиито връх е битката при Азанулбизар пред източната порта на Мория. Въпреки че джуджетата ознаменували победа, така и не успели да си върнат Мория заради намиращият се там балрог. Дайн II Железоноги, след като убил предводителя на орките Азог близо до портата, усетил ужаса на балрога и предупредил Траин II, че Мория е непревземаема, докато някоя по-голяма сила не успее да надвие балрога. Джуджетата си тръгнали отново в изгнание и въпреки предупреждението на Даин, Балин направил още един опит да си върне Мория. Неговата група успяла да създаде колония за кратко, но всички са убити само няколко години по-късно.
Докато Задругата на пръстена прекосява Мория откъм Ломидол към Лориен, в мисия да унищожи Единствения пръстен, те се нападнати от орки, докато изследват останките от Залата на Мазарбул (залата на летописите) където е и гробът на Балин. Задругата успява да избяга през една странична врата, но от другата страна се появява много силно същество, което се опитва да ги достигне. Гандалф поставя “заклинание за затваряне“ на вратата, за да блокира преследването зад тях, но балрогът влязъл в залата от другата страна направил разрушително противозаклинание. Опитите на Гандалф да удържи портата с още заклинания се провалили, вратата се пръснала на парчета и залата се срутила. Гандалф, значително отслабен от това стълкновение, продължава бягството с останалите членове на Задругата, но са настигнати от орките и балрога. Тук Леголас разбира каква е същността на преследващото ги същество. Гандалф изостава от групата и остава върху моста на Хазад-дум в опит да спре балрога. Тук Гандалф изрича репликата “Не ще преминеш о, пламък на Удун!“ и макар да е атакуван от балрога той удържа моста, докато срутва половината от него, върху която вече е пристъпил балрога. Пропадайки в бездната под моста, балрогът с последен опит замахнал с камшика си към стоящият на моста Гандалф и го съборил към ръба. "Бягайте, глупци!" били последните думи на Гандалф, преди да пропадне след балрога.
Дълго падали двамата, докато не рухнали в дълбоко подземно езеро, чиито води угасили пламъците на балрога и той се превърнал в нещо слузесто и душащо, по-силно змия. Битката продължила дълго. Бълрогът се опитвал да удуши Гандалф, който размахвал меча си и удар след удар, нанасял все повече рани на балрога и той накрая побягнал из безкрайните пещери под Мория. Гандалф хукнал да го преследва и гонитбата им продължила осем дни, докато се изкачвали все по-нагоре в планината. На осмия ден достигнали върха Зиракзигил, където имало само тясна площадка и балрогът бил принуден да се бие, а тялото му отново пламнало в огън. Два дни и две нощи продължила битката на върха на планината, докато Балрогът бил победен и, падайки от върха, разбил склона на планината. Малко след това Гандалф също загинал (по-скоро бил принуден да напусне физическата си форма), но бил върнат в Средната земя, за да довърши задачата си, този път като Гандалф Белия. 